# Bolusiella
Bolusiella – rodzaj roślin z rodziny storczykowatych (Orchidaceae). Rośliny z pokroju monopodialnym występujące w takich krajach i regionach jak: Angola, Burundi, Kamerun, Komory, Republika Środkowoafrykańska, Demokratyczna Republika Konga, Kongo, Gwinea Równikowa, Etiopia, Gabon, Ghana, Gwinea, wyspy  Zatoki Gwinejskiej, Wybrzeże Kości Słoniowej, Kenia, Liberia, Malawi, Nigeria, Rwanda, Sierra Leone, Tanzania, Togo, Uganda, Zambia, Zimbabwe.

## Morfologia
PokrójRośliny zielne, z krótkimi, monopodialnymi łodygami o licznych i dość okazałych korzeniach u nasady.
LiścieZachodzące na siebie i ułożone w jednej płaszczyźnie tworząc wachlarz, mięsiste.
KwiatyZebrane po kilka lub wiele w kwiatostan luźno- lub gęstokwiatowy wyrastający między starymi pochwami liści u nasady pędu. Kwiaty białe, odwrócone i drobne. Listki okwiatu wolne i podobnej długości. Warżka całobrzega lub niewyraźnie trójłatkowa, z ostrogą z reguły krótszą od warżki. Prętosłup podłużny i mięsisty, zwężony u góry. Pyłkowiny dwie, z dwiema równowąskimi uczepkami i pojedynczą tarczką nasadową.

## Systematyka
Rodzaj sklasyfikowany do podplemienia Angraecinae w plemieniu Vandeae, podrodzina epidendronowe (Epidendroideae), rodzina storczykowate (Orchidaceae), rząd szparagowce (Asparagales) w obrębie roślin jednoliściennych.
Wykaz gatunków
- Bolusiella alinae Szlach.
- Bolusiella fractiflexa Droissart, Stévart & Verlynde
- Bolusiella iridifolia (Rolfe) Schltr.
- Bolusiella maudiae (Bolus) Schltr.
- Bolusiella talbotii (Rendle) Summerh.
- Bolusiella zenkeri (Kraenzl.) Schltr.